# Le Premier Pas (Labiche)
Pour les articles homonymes, voir Le Premier Pas.
Le Premier Pas est une comédie en un acte d'Eugène Labiche et Alfred Delacour, représentée pour la première fois à Paris au Théâtre du Gymnase Marie-Bell le 15 mai 1862.

## Argument
Mme Désarnaux est inquiète pour son fils Maurice, 19 ans, qui ne mange plus, et qui est distrait et rêveur. Elle appelle le docteur Vouzon, qui, à l’énoncé des symptômes, pronostique une crise amoureuse. La première ! Mais un entretien avec Maurice lui apprend qu’il s’est trompé. Maurice ne s’intéresse qu’à l’argent, et il est à la recherche d’un banquier pour l’aider dans son projet de société d’assurances. Il fait promettre le secret à Vouzon.
Monsieur Badinier et sa femme Clémence passent faire une visite. Mme Désarnaud, toujours inquiète, leur confie ses soucis : Maurice aime une femme inconnue. Après avoir fait quelques hypothèses, Clémence se demande si ce n’est pas d’elle qu’il s’agit. Elle en devient certaine, quand elle prononce devant Maurice le nom de son cousin, le banquier Monot-Lagarde. Maurice, à voix basse, lui demande aussitôt un rendez-vous. Coquette, elle l’accepte, mais quand elle réalise que Maurice désire simplement un entretien avec son cousin, elle lui rédige, dépitée, une lettre d’introduction très négative.
Entre-temps Badinier est parvenu à la même conclusion : Maurice est amoureux de sa femme et vient lui demander des comptes. Il trouve un Maurice effondré par une mauvaise spéculation à la Bourse et la froide réception du banquier. Il montre à Badinier la lettre que lui a rédigée sa femme, montrant leurs relations réelles. Badinier est rassuré.
Quand elle apprend les pertes financières de Maurice, sa cousine, Céline, lui propose ses bijoux. Maurice découvre alors ce qu’est un amour vrai et désintéressé. Voilà le premier pas ! Sa mère, Céline et lui projettent un voyage en Italie, et les spectateurs devinent comment il finira.

## Quelques répliques
- Scène V

Vouzon (lui mettant la main sur le cœur) -- « Je sens encore là quelque chose qui bat... »

Maurice (riant) -- « Ça?... c'est mon porte-feuille. »
- Scène XVII

Badinier -- « La papetière... pas mal... un peu mûre. Je lui demande quelques pains à cacheter... j'amène adroitement la conversation sur l'encre de la petite vertu, ce qui me permet quelques plaisanteries gauloises ! Tout à coup un homme immense m'applique sur la tête un énorme registre, un doit et avoir ! C'était son mari ! »

## Distribution
| Acteurs et actrices ayant créé les rôles |                     |
| Personnage                               | Acteur ou actrice   |
| Badinier                                 | Lesueur             |
| Maurice                                  | Dieudonné           |
| Le docteur Vouzon                        | Derval              |
| Jean, domestique                         | M. Lefort           |
| Mme Désarnaux                            | Chéri Lesueur       |
| Clémence Badinier                        | Mme Hortense Damain |
| Céline                                   | Mme Antonine        |